# Leichtathletik-Junioreneuropameisterschaften 1970
| 1. Leichtathletik-Junioreneuropameisterschaften | 1. Leichtathletik-Junioreneuropameisterschaften |
| ----------------------------------------------- | ----------------------------------------------- |
| Stade Olympique Yves-du-Manoir (2009)           |                                                 |
| Stadt                                           | Colombes, Frankreich                            |
| Stadion                                         | Stade Olympique Yves-du-Manoir                  |
| Teilnehmende Länder                             | 26                                              |
| Teilnehmende Athleten                           | 543                                             |
| Wettbewerbe                                     | 35                                              |
| Eröffnung                                       | 11. September 1970                              |
| Schlussfeier                                    | 13. September 1970                              |
| Eröffnet durch                                  |                                                 |

Die 1. Leichtathletik-Junioreneuropameisterschaften fanden vom 11. bis 13. September 1970 im Stade Olympique Yves-du-Manoir der französischen Stadt Colombes, rund zehn Kilometer nordwestlich des Pariser Stadtzentrums im Département Hauts-de-Seine gelegen, statt.

## Männer

### 100 m
| Platz | Athlet                 | Land | Zeit (s) |
| ----- | ---------------------- | ---- | -------- |
| 1     | Franz-Peter Hofmeister | FRG  | 10,61    |
| 2     | Dominique Chauvelot    | FRA  | 10,65    |
| 3     | Jean-Paul Dubuisson    | FRA  | 10,73    |
| 4     | Wladimir Lowezki       | SUN  | 10,78    |
| 5     | Jörg Pfeifer           | GDR  | 10,81    |
| 6     | Michael van Wickeren   | FRG  | 10,91    |
| 7     | Jaroslav Matoušek      | TCH  | 11,00    |
| 8     | Tamas Szabo            | ROU  | 11,01    |

Finale: 11. September
Wind: −0,6 m/s

### 200 m
| Platz | Athlet                 | Land | Zeit (s) |
| ----- | ---------------------- | ---- | -------- |
| 1     | Franz-Peter Hofmeister | FRG  | 21,49    |
| 2     | Alexander Schidkich    | SUN  | 21,80    |
| 3     | Sergei Korowin         | SUN  | 21,80    |
| 4     | Jörg Pfeifer           | GDR  | 22,24    |
| 5     | Pietro Mennea          | ITA  | 22,44    |
| 6     | Miroslav Tulis         | TCH  | 22,52    |
| 7     | Jean-Paul Dubuisson    | FRA  | 22,56    |
| 8     | Philippe Leroux        | FRA  | 22,85    |

Finale: 13. September
Wind: −8,0 m/s

### 400 m
| Platz | Athlet            | Land | Zeit (s) |
| ----- | ----------------- | ---- | -------- |
| 1     | Peter Beaven      | GBR  | 47,11    |
| 2     | Ulrich Reich      | FRG  | 47,36    |
| 3     | Andreas Scheibe   | GDR  | 47,65    |
| 4     | Patrick Salvador  | FRA  | 47,96    |
| 5     | Lionel Malingre   | FRA  | 48,08    |
| 6     | Francisc Gedeon   | ROU  | 48,63    |
| 7     | Ralf-Peter Schulz | GDR  | 49,41    |
| 8     | Semjon Kotscher   | SUN  | 49,56    |

Finale: 12. September

### 800 m
| Platz | Athlet                | Land | Zeit (min) |
| ----- | --------------------- | ---- | ---------- |
| 1     | Hans-Henning Ohlert   | GDR  | 1:50,96    |
| 2     | Wladimir Simin        | SUN  | 1:51,39    |
| 3     | Ulrich Keufner        | GDR  | 1:51,41    |
| 4     | Sven-Erik Nielsen     | DEN  | 1:51,43    |
| 5     | Anatoli Kamyschanow   | SUN  | 1:52,19    |
| 6     | Robert Ernst          | AUT  | 1:52,23    |
| 7     | Alain Caron           | FRA  | 1:52,30    |
| 8     | Hans-Joachim Meinecke | FRG  | 1:52,42    |

Finale: 13. September

### 1500 m
| Platz | Athlet               | Land | Zeit (min) |
| ----- | -------------------- | ---- | ---------- |
| 1     | Klaus-Peter Justus   | GDR  | 3:51,39    |
| 2     | Paul-Heinz Wellmann  | FRG  | 3:51,79    |
| 3     | Francisco Morera     | ESP  | 3:52,48    |
| 4     | Wladimir Jarowenko   | SUN  | 3:53,99    |
| 5     | Paul Dennis          | GBR  | 3:54,87    |
| 6     | Jean-Luc Vanderperre | FRA  | 3:55,95    |
| 7     | Tom Gregan           | IRL  | 3:56,21    |
| 8     | Thomas Wessinghage   | FRG  | 3:57,68    |

Finale: 12. September

### 3000 m
| Platz | Athlet                 | Land | Zeit (min) |
| ----- | ---------------------- | ---- | ---------- |
| 1     | Herman Mignon          | BEL  | 8:08,73    |
| 2     | John Boggis            | GBR  | 8:10,43    |
| 3     | Juri Kortschenkow      | SUN  | 8:11,15    |
| 4     | Raimo Kivinen          | FIN  | 8:11,83    |
| 5     | Vlastimil Zwiefelhofer | TCH  | 8:19,2     |
| 6     | Ramón Sánchez          | ESP  | 8:20,8     |
| 7     | Aldo Tomasini          | ITA  | 8:23,0     |
| 8     | Arnolds Bejnarovich    | SUN  | 8:29,0     |

Finale: 13. September

### 110 m Hürden
| Platz | Athlet             | Land | Zeit (s) |
| ----- | ------------------ | ---- | -------- |
| 1     | Berwyn Price       | GBR  | 14,21    |
| 2     | Mirosław Wodzyński | POL  | 14,22    |
| 3     | Klaus Fiedler      | GDR  | 14,22    |
| 4     | Manfred Schumann   | FRG  | 14,30    |
| 5     | Emile Raybois      | FRA  | 14,53    |
| 6     | Andrzej Roszak     | POL  | 14,54    |
| 7     | Giuseppe Buttari   | ITA  | 14,78    |
| 8     | Daniel Marty       | FRA  | 14,83    |

Finale: 12. September
Wind: 0,0 m/s

### 400 m Hürden
| Platz | Athlet             | Land | Zeit (s) |
| ----- | ------------------ | ---- | -------- |
| 1     | Dmitri Stukalow    | SUN  | 50,30    |
| 2     | Jean-Pierre Perrot | FRA  | 50,45    |
| 3     | Jauhen Haurylenka  | SUN  | 50,72    |
| 4     | Marc Amiel         | FRA  | 52,10    |
| 5     | Ivan Daniš         | TCH  | 52,23    |
| 6     | Wolfgang Dietrichs | FRG  | 52,57    |
| 7     | Paul Young         | GBR  | 53,36    |
| 8     | Antonios Morfis    | GRC  | 53,47    |

Finale: 13. September

### 2000 m Hindernis
| Platz | Athlet               | Land | Zeit (min) |
| ----- | -------------------- | ---- | ---------- |
| 1     | Bronisław Malinowski | POL  | 5:44,00    |
| 2     | Juhani Huhtinen      | FIN  | 5:45,48    |
| 3     | Elek Sari            | HUN  | 5:45,48    |
| 4     | Marian Glód          | POL  | 5:46,75    |
| 5     | Martin Zvonícek      | TCH  | 5:46,77    |
| 6     | Michael Karst        | FRG  | 5:47,43    |
| 7     | Wladimir Filonow     | SUN  | 5:48,50    |
| 8     | Alfred Pankow        | FRG  | 5:49,66    |

Finale: 12. September

### 4 × 100 m Staffel
| Platz | Land                            | Athleten                                                                         | Zeit (s) |
| ----- | ------------------------------- | -------------------------------------------------------------------------------- | -------- |
| 1     | Sowjetunion                     | Walerij Pidluschnyj Alexander Schidkich Wladimir Lowezki Sergei Korowin          | 40,18    |
| 2     | Frankreich                      | Michel Limousin Patrick Deroch Jean-Paul Dubuisson Philippe Leroux               | 40,27    |
| 3     | BR Deutschland                  | Manfred Schumann Thomas van Wickeren Michael van Wickeren Franz-Peter Hofmeister | 40,55    |
| 4     | Deutsche Demokratische Republik | Wolfram Lauterbach Jörg Pfeifer Hans-Joachim Zenk Wolfgang Rabe                  | 41,04    |
| 5     | Rumänien                        | Constantin Stan Sorin Pasula Sandu Mitrofan Tamas Szabo                          | 41,34    |
| 6     | Italien                         | Gianpaolo De Pellegrin Pietro Mennea Luigi Benedetti Sergio Morselli             | 41,60    |
|       | Schweiz                         |                                                                                  | DNF      |

Finale: 13. September

### 4 × 400 m Staffel
| Platz | Land             | Athleten                                                                       | Zeit (min) |
| ----- | ---------------- | ------------------------------------------------------------------------------ | ---------- |
| 1     | Sowjetunion      | Jauhen Haurylenka Nikolai Kornjuschkin Dmitri Stukalow Semjon Kotscher         | 3:11,2     |
| 2     | Frankreich       | Claude Dumont Patrick Salvador Daniel Raoult Lionel Malingre                   | 3:11,5     |
| 3     | BR Deutschland   | Ulrich Reich Johannes Dickhut Bernd Herrmann Wolfgang Druschky                 | 3:11,7     |
| 4     | Bulgarien        | Walentin Petrow Alexandar Janew Alexandar Popow Jordan Jordanow                | 3:15,3     |
| 5     | Griechenland     | Stavros Mermingis Antonios Morfis Kyriakos Onisiforou Vasilios Anagnastopoulos | 3:15,8     |
| 6     | Tschechoslowakei | Jaroslav Matoušek Jozef Samborský Miroslav Tulis Ivan Daniš                    | 3:17,8     |
| 7     | Irland           | Denis O'Connell Brennan Kevin Humphries John Dillon                            | 3:19,0     |
| 8     | Belgien          | Patrice Smeyers Johan Van Wezer Robert Heynderickx Alain Ebertzheim            | 3:21,0     |

Finale: 13. September

### 10.000 m Gehen
| Platz | Athlet                 | Land | Zeit (min) |
| ----- | ---------------------- | ---- | ---------- |
| 1     | Lutz Lipowski          | GDR  | 43:35,6    |
| 2     | Peter Schuster         | FRG  | 44:02,0    |
| 3     | Michail Alexejew       | SUN  | 44:19,4    |
| 4     | Karl-Heinz Stadtmüller | GDR  | 44:50,0    |
| 5     | Olivier Caviglioli     | FRA  | 44:55,2    |
| 6     | Anatolij Solomin       | SUN  | 45:19,0    |
| 7     | Ewgeni Semerdschiew    | BGR  | 45:44,8    |
| 8     | Victor Campos          | ESP  | 45:58,2    |

13. September

### Hochsprung
| Platz | Athlet              | Land | Höhe (m) |
| ----- | ------------------- | ---- | -------- |
| 1     | Jiří Palkovský      | TCH  | 2,18     |
| 2     | Csaba Dosa          | ROU  | 2,16     |
| 3     | Ferenc Doczi        | HUN  | 2,06     |
| 4     | Johannes Lahti      | FIN  | 2,06     |
| 5     | Vladimír Malý       | TCH  | 2,04     |
| 6     | Wjatscheslaw Goch   | SUN  | 2,04     |
| 7     | Peter Frost         | FRG  | 2,04     |
| 8     | Laurent Detchénique | FRA  | 2,01     |

13. September

### Stabhochsprung
| Platz | Athlet              | Land | Höhe (m) |
| ----- | ------------------- | ---- | -------- |
| 1     | François Tracanelli | FRA  | 5,20     |
| 2     | Serge Lefčbvre      | FRA  | 4,80     |
| 3     | Romuald Murawski    | POL  | 4,80     |
| 4     | Theodoros Tongas    | GRC  | 4,70     |
| 5     | Jewgeni Tananika    | TCH  | 4,70     |
| 6     | Heinz Busche        | FRG  | 4,70     |
| 7     | Steve Chappell      | GBR  | 4,30     |

13. September

### Weitsprung
| Platz | Athlet              | Land | Weite (m) |
| ----- | ------------------- | ---- | --------- |
| 1     | Walerij Pidluschnyj | SUN  | 7,87 w    |
| 2     | Jacques Rousseau    | FRA  | 7,81 w    |
| 3     | Nenad Stekić        | YUG  | 7,75 w    |
| 4     | Wolfram Lauterbach  | GDR  | 7,61 w    |
| 5     | Grzegorz Cybulski   | POL  | 7,45 w    |
| 6     | Tibor Kandar        | HUN  | 7,40 w    |
| 7     | Rolf Overath        | FRG  | 7,38 w    |
| 8     | Marcel Piney        | FRA  | 7,25 w    |

13. September

### Dreisprung
| Platz | Athlet                | Land | Weite (m) |
| ----- | --------------------- | ---- | --------- |
| 1     | Walerij Pidluschnyj   | SUN  | 16,25 w   |
| 2     | Anatoli Golubzow      | SUN  | 16,05 w   |
| 3     | Gábor Katona          | HUN  | 16,03 w   |
| 4     | Ezio Buzzelli         | ITA  | 15,39 w   |
| 5     | Apostolos Kathiniotis | GRC  | 15,28 w   |
| 6     | André Rota            | FRA  | 15,27     |
| 7     | Claudio Moretti       | ITA  | 15,26 w   |
| 8     | John Andersen         | DEN  | 15,03 w   |

11. September

### Kugelstoßen
| Platz | Athlet             | Land | Weite (m) |
| ----- | ------------------ | ---- | --------- |
| 1     | Wolfgang Barthel   | FRG  | 18,10     |
| 2     | Manfred Kaiser     | GDR  | 17,40     |
| 3     | Jan Skoupý         | TCH  | 17,11     |
| 4     | Waltscho Stoew     | BGR  | 16,94     |
| 5     | Michail Kjoschew   | BGR  | 16,93     |
| 6     | Alexander Nossenko | SUN  | 16,44     |
| 7     | Helmut Klose       | FRG  | 16,39     |
| 8     | Andrzej Józwiak    | POL  | 16,08     |

13. September

### Diskuswurf
| Platz | Athlet              | Land | Weite (m) |
| ----- | ------------------- | ---- | --------- |
| 1     | Alexander Naschimow | SUN  | 54,18     |
| 2     | Lothar Schlage      | GDR  | 53,96     |
| 3     | Pál Szauer          | HUN  | 53,00     |
| 4     | Viktor Gutor        | SUN  | 53,00     |
| 5     | Karl-Willi Warth    | FRG  | 51,12     |
| 6     | Zdenek Dvorák       | TCH  | 49,16     |
| 7     | Christer Högrelius  | SWE  | 49,16     |
| 8     | Klaus Hoffmann      | FRG  | 48,24     |

11. September

### Hammerwurf
| Platz | Athlet             | Land | Weite (m) |
| ----- | ------------------ | ---- | --------- |
| 1     | Todor Manolow      | BGR  | 65,16     |
| 2     | Alexei Spiridonow  | SUN  | 53,96     |
| 3     | Sergei Korobkow    | SUN  | 64,32     |
| 4     | Karl-Hans Riehm    | FRG  | 64,22     |
| 5     | Joachim Wendt      | GDR  | 61,62     |
| 6     | Daniel Mikolajczyk | FRA  | 58,74     |
| 7     | Guy Guerin         | FRA  | 58,02     |
| 8     | Ian Chipchase      | GBR  | 57,76     |

12. September

### Speerwurf
| Platz | Athlet            | Land | Weite (m) |
| ----- | ----------------- | ---- | --------- |
| 1     | Aimo Puska        | FIN  | 76,98     |
| 2     | Alexander Makarow | SUN  | 53,96     |
| 3     | Wolfgang Hanisch  | GDR  | 73,22     |
| 4     | Czeslaw Borodziej | POL  | 71,58     |
| 5     | Walentin Rytow    | SUN  | 71,44     |
| 6     | Jan-Olof Damgren  | SWE  | 71,20     |
| 7     | Jarmo Sundholm    | FIN  | 66,28     |
| 8     | Ferenc Paragi     | HUN  | 65,14     |

13. September

### Zehnkampf
| Platz | Athlet              | Land | Punkte |
| ----- | ------------------- | ---- | ------ |
| 1     | Alexander Blinjajew | SUN  | 7632   |
| 2     | Eberhard Stroot     | FRG  | 7584   |
| 3     | Frank Nusse         | NED  | 7129   |
| 4     | Sepp Zeilbauer      | AUT  | 7127   |
| 5     | Yves LeRoy          | FRA  | 6788   |
| 6     | Bernard Turbanski   | FRA  | 6451   |
| 7     | Alexander Grebenjuk | SUN  | 6404   |
| 8     | Bo Sterner          | SWE  | 6368   |

11./ 12. September

## Frauen

### 100 m
| Platz | Athletin        | Land | Zeit (s) |
| ----- | --------------- | ---- | -------- |
| 1     | Helena Kerner   | POL  | 12,10    |
| 2     | Andrea Lynch    | GBR  | 12,19    |
| 3     | Helen Golden    | GBR  | 12,23    |
| 4     | Riet Vandenberg | NED  | 12,28    |
| 5     | Cora Hofman     | NED  | 12,29    |
| 6     | Alla Serjogina  | SUN  | 12,46    |
| 7     | Marion Wagner   | GDR  | 12,46    |
| 8     | Emma Sulter     | FRA  | 12,52    |

Finale: 11. September
Wind: −4,1 m/s

### 200 m
| Platz          | Athletin             | Land | Zeit (s) |
| -------------- | -------------------- | ---- | -------- |
| 1              | Helen Golden         | GBR  | 24,34    |
| 2              | Annegret Kroniger    | FRG  | 24,64    |
| 3              | Véronique Grandrieux | FRA  | 24,72    |
| 4              | Ellen Stropahl       | GDR  | 24,85    |
| 5              | Akke Brijker         | NED  | 25,21    |
| 6              | Ljudmila Scharkowa   | SUN  | 25,58    |
|                | Cora Hofman          | NED  | DNF      |
| Urszula Soszka | POL                  | DNS  |          |

Finale: 13. September
Wind: −5,2 m/s

### 400 m
| Platz | Athletin             | Land | Zeit (s) |
| ----- | -------------------- | ---- | -------- |
| 1     | Monika Zehrt         | GDR  | 54,00    |
| 2     | Bozena Zientarsk     | POL  | 54,61    |
| 3     | Brigitte Rohde       | GDR  | 55,07    |
| 4     | Swetla Slatewa       | BGR  | 55,46    |
| 5     | Chantal Leclerc      | FRA  | 55,82    |
| 6     | Brigitte Koczelnik   | FRG  | 56,00    |
| 7     | Danuta Gaska         | POL  | 56,63    |
| 8     | Lidija Swerschichina | NED  | 57,35    |

Finale: 12. September

### 800 m
| Platz | Athletin          | Land | Zeit (s) |
| ----- | ----------------- | ---- | -------- |
| 1     | Waltraud Pöhland  | GDR  | 2:05,29  |
| 2     | Sylvia Schenk     | FRG  | 2:05,30  |
| 3     | Galina Waingarten | SUN  | 2:06,45  |
| 4     | Mary Sonner       | GBR  | 2:07,57  |
| 5     | Martine Duvivier  | FRA  | 2:07,97  |
| 6     | Chantal Jouvhomme | FRA  | 2:08,38  |
| 7     | Birgitte Jennes   | DEN  | 2:08,61  |
| 8     | Ragnhild Skoog    | SWE  | 2:10,5   |

Finale: 13. September

### 1500 m
| Platz | Athletin              | Land | Zeit (s) |
| ----- | --------------------- | ---- | -------- |
| 1     | Katharina Clausnitzer | GDR  | 4:24,17  |
| 2     | Christine Haskett     | GBR  | 4:27,16  |
| 3     | Olga Dwirna           | SUN  | 4:28,37  |
| 4     | Angela Lovell         | GBR  | 4:30,44  |
| 5     | Carla Grimbergen      | NED  | 4:32,82  |
| 6     | Belén Azpeitia        | ESP  | 4:34,32  |
| 7     | Inger Knutsson        | SWE  | 4:34,35  |
| 8     | Natalia Andrei        | ROU  | 4:34,49  |

12. September

### 100 m Hürden
| Platz | Athletin            | Land | Zeit (s) |
| ----- | ------------------- | ---- | -------- |
| 1     | Grażyna Rabsztyn    | POL  | 14,06    |
| 2     | Monika Hys          | GDR  | 14,11    |
| 3     | Margarete Leidel    | FRG  | 14,51    |
| 4     | Gabriele Schnicke   | GDR  | 14,52    |
| 5     | Aurelia Januchowska | POL  | 14,58    |
| 6     | Natalja Oreschkina  | SUN  | 14,71    |
| 7     | Christine Floret    | FRA  | 14,73    |
| 8     | Barbara Corbett     | GBR  | 14,76    |

Finale: 12. September 
Wind: −1,4 m/s

### 4 × 100 m Staffel
| Platz | Land                            | Athletinnen                                                        | Zeit (s) |
| ----- | ------------------------------- | ------------------------------------------------------------------ | -------- |
| 1     | Polen                           | Aniela Szubert Elzbieta Nowak Urszula Soszka Helena Kerner         | 45,26    |
| 2     | BR Deutschland                  | Liesel Bömelburg Annegret Kroniger Ellen Walter Elvira Springsguth | 45,27    |
| 3     | Deutsche Demokratische Republik | Evelin Kaufer Ellen Stropahl Marion Wagner Monika Meyer            | 45,47    |
| 4     | Sowjetunion                     | Ljudmila Scharkowa Wera Anisimowa Natalja Muratowa Alla Serjogina  | 45,98    |
| 5     | Vereinigtes Königreich          | Andrea Lynch Barbara Corbett Dawn Webster Helen Golden             | 46,30    |
| 6     | Bulgarien                       | Donka Nowakowa Iwanka Wenkowa Swetla Slatewa Sofka Kasandschewa    | 47,41    |
| 7     | Österreich                      | Eveline Kurkowski Sonja Termoth Reinhild Polzer Rita Merva         | 47,45    |

13. September

### 4 × 400 m Staffel
| Platz | Land                            | Athletinnen                                                            | Zeit (min) |
| ----- | ------------------------------- | ---------------------------------------------------------------------- | ---------- |
| 1     | Deutsche Demokratische Republik | Brigitte Rohde Renate Marder Brigitte Ullmann Monika Zehrt             | 3:40,2     |
| 2     | Polen                           | Aniela Szubert Krystyna Lech Danuta Gaska Bozena Zientarska            | 3:44,0     |
| 3     | Schweden                        | Ragnhild Skoog Margaretha Larsson Gunhild Skoog Monica Bergendahl      | 3:46,7     |
| 4     | Frankreich                      | Roselyne David Dominique Krafft Maryvonne Piquet Chantal Leclerc       | 3:47,9     |
| 5     | BR Deutschland                  | Karola Claus Brigitte Koczelnik Eva-Maria von Bargen Wilma Pempelforth | 3:48,1     |
| 6     | Sowjetunion                     | Ljudmila Swetschikina Galina Waingarten Olga Dwirna Nadeschda Muschta  | 3:50,1     |

13. September

### Hochsprung
| Platz | Athletin              | Land | Höhe (m) |
| ----- | --------------------- | ---- | -------- |
| 1     | Mieke van Doorn       | NED  | 1,74     |
| 2     | Swetlana Gontkowskaja | SUN  | 1,74     |
| 3     | Renate Gärtner        | FRG  | 1,74     |
| 4     | Stanka Lovse          | YUG  | 1,70     |
| 5     | Sara Simeoni          | ITA  | 1,70     |
| 6     | Grith Ejstrup         | DEN  | 1,67     |
| 7     | Erika Rierpl          | HUN  | 1,64     |
| 8     | Nicole Duvillier      | FRA  | 1,64     |

12. September

### Weitsprung
| Platz | Athletin          | Land | Weite (m) |
| ----- | ----------------- | ---- | --------- |
| 1     | Jarmila Nygrýnová | TCH  | 6,27 w    |
| 2     | Moira Walls       | GBR  | 6,26 w    |
| 3     | Brigitte Göhrs    | FRG  | 6,03 w    |
| 4     | Anneli Olsson     | SWE  | 6,02 w    |
| 5     | Isabella Lusti    | SUI  | 6,01 w    |
| 6     | Florica Boca      | ROU  | 6,00 w    |
| 7     | Helena Kerner     | POL  | 5,89 w    |
| 8     | Riet Vandenberg   | NED  | 5,86 w    |

12. September

### Kugelstoßen
| Platz | Athletin          | Land | Weite (m) |
| ----- | ----------------- | ---- | --------- |
| 1     | Gabriele Moritz   | GDR  | 16,91     |
| 2     | Birgit Palzkill   | FRG  | 16,56     |
| 3     | Margitta Ludewig  | GDR  | 15,98     |
| 4     | Nadeschda Jerocha | SUN  | 15,32     |
| 5     | Edith Armuth      | HUN  | 13,57     |
| 6     | Elna Schalk       | NED  | 12,93     |
| 7     | Erika Hofer       | AUT  | 12,40     |

12. September

### Diskuswurf
| Platz | Athletin         | Land | Weite (m) |
| ----- | ---------------- | ---- | --------- |
| 1     | Klara Pogyor     | HUN  | 48,26     |
| 2     | Maria Illi       | ROU  | 47,76     |
| 3     | Irina Sapronowa  | SUN  | 47,50     |
| 4     | Anna Nowakowska  | POL  | 47,46     |
| 5     | Maggy Wauters    | BEL  | 47,40     |
| 6     | Margitta Ludewig | GDR  | 45,42     |
| 7     | Petra Gassmann   | GDR  | 45,00     |
| 8     | Julita Zdulska   | POL  | 44,62     |

12. September

### Speerwurf
| Platz | Athletin               | Land | Weite (m) |
| ----- | ---------------------- | ---- | --------- |
| 1     | Jacqueline Todten      | GDR  | 55,20     |
| 2     | Christine Schmidt      | GDR  | 53,08     |
| 3     | Inara Oschina          | SUN  | 52,36     |
| 4     | Penka Zolowa           | BGR  | 49,2      |
| 5     | Nadeschda Jakubowitsch | SUN  | 49,08     |
| 6     | Giuliana Amici         | ITA  | 48,00     |
| 7     | Vera Petz              | HUN  | 47,74     |
| 8     | Jadwiga Saganowska     | POL  | 46,46     |

11. September

### Fünfkampf
| Platz | Athletin           | Land | Weite (m) |
| ----- | ------------------ | ---- | --------- |
| 1     | Monika Peikert     | GDR  | 4578      |
| 2     | Irena Vitane       | SUN  | 4482      |
| 3     | Florence Picaut    | FRA  | 4422      |
| 4     | Iwanka Wenkowa     | BGR  | 4395      |
| 5     | Eva Wilms          | FRG  | 4315      |
| 6     | Helga Jaxt         | FRG  | 4313      |
| 7     | Ingela Arvidson    | SWE  | 4291      |
| 8     | Barbara Wasniewska | POL  | 4227      |

12. / 13. September

## Medaillenspiegel
| Medaillenspiegel (Endstand nach 35 Entscheidungen) | Medaillenspiegel (Endstand nach 35 Entscheidungen) | Medaillenspiegel (Endstand nach 35 Entscheidungen) | Medaillenspiegel (Endstand nach 35 Entscheidungen) | Medaillenspiegel (Endstand nach 35 Entscheidungen) | Medaillenspiegel (Endstand nach 35 Entscheidungen) |
| Platz                                              | Land                                               | Gold                                               | Silber                                             | Bronze                                             | Gesamt                                             |
| -------------------------------------------------- | -------------------------------------------------- | -------------------------------------------------- | -------------------------------------------------- | -------------------------------------------------- | -------------------------------------------------- |
| 1                                                  | Deutsche Demokratische Republik                    | 10                                                 | 4                                                  | 7                                                  | 21                                                 |
| 2                                                  | Sowjetunion                                        | 7                                                  | 7                                                  | 9                                                  | 23                                                 |
| 3                                                  | Polen                                              | 4                                                  | 3                                                  | 1                                                  | 8                                                  |
| 4                                                  | BR Deutschland                                     | 3                                                  | 8                                                  | 5                                                  | 16                                                 |
| 5                                                  | Vereinigtes Königreich                             | 3                                                  | 4                                                  | 1                                                  | 8                                                  |
| 6                                                  | Tschechoslowakei                                   | 2                                                  | 0                                                  | 1                                                  | 3                                                  |
| 7                                                  | Frankreich                                         | 1                                                  | 6                                                  | 3                                                  | 10                                                 |
| 8                                                  | Finnland                                           | 1                                                  | 1                                                  | 0                                                  | 2                                                  |
| 9                                                  | Ungarn                                             | 1                                                  | 0                                                  | 4                                                  | 5                                                  |
| 10                                                 | Niederlande                                        | 1                                                  | 0                                                  | 1                                                  | 2                                                  |
| 11                                                 | Belgien                                            | 1                                                  | 0                                                  | 0                                                  | 1                                                  |
| 11                                                 | Bulgarien                                          | 1                                                  | 0                                                  | 0                                                  | 1                                                  |
| 13                                                 | Rumänien                                           | 0                                                  | 2                                                  | 0                                                  | 2                                                  |
| 14                                                 | Spanien                                            | 0                                                  | 0                                                  | 1                                                  | 1                                                  |
| 14                                                 | Schweden                                           | 0                                                  | 0                                                  | 1                                                  | 1                                                  |
| 14                                                 | Jugoslawien                                        | 0                                                  | 0                                                  | 1                                                  | 1                                                  |
| 16                                                 | Gesamt                                             | 35                                                 | 35                                                 | 35                                                 | 105                                                |

|     | Sportler                                                      | Disziplin         | Ergebnis                                                           |
| --- | ------------------------------------------------------------- | ----------------- | ------------------------------------------------------------------ |
| VL  | Peter Culk                                                    | 100 Meter 11,34 s |                                                                    |
| VL  | Georg Regner                                                  | 100 Meter         | 11,34 s                                                            |
| 6.  | Robert Ernst                                                  | 800 Meter         | 1:52,1 min (VL: 1:53,3 min SF: 1:55,0 min)                         |
| VL  | Gerhard Fleißner                                              | 2000 m Hindernis  | 6:03,8 min                                                         |
| 4.  | Josef Zeilbauer                                               | Zehnkampf         | 7127 Pkt. (11,4-7,08-12,63-1,95-50,6-16,0-33,36-3,80-49,84-4:19,0) |
| VL  | Monika Holzschuster                                           | 100 Meter         | 12,7 s                                                             |
| VL  | Reinhild Polzer                                               | 100 Meter         | 12,7 s                                                             |
| 7.  | Evelyne Kurkowsky, Sonja Termoth, Reinhild Polzer, Rita Merva | 4 × 100 Meter     | 47,45 s (VL: 48,0 s)                                               |
| --  | Ingrid Knöpfler                                               | Hochsprung        | ogV (Q: 1,55 m)                                                    |
| 7.  | Erika Hofer                                                   | Kugelstoß         | 12,40 m                                                            |
| 12. | Elvira Vlachopulos                                            | Diskuswurf        | 40,06 m                                                            |
| 10. | Astrid Bubla                                                  | Speerwurf         | 43,02 m                                                            |
| 11. | Elvira Vlachopulos                                            | Speerwurf         | 42,44 m                                                            |
| 13. | Ursula Baumann                                                | Fünfkampf         | 3208 p                                                             |

Abkürzungen:
- VL – Vorlauf
- SF – Semifinale
- EL – Endlauf
- Q – Qualifikation
- ogV – ohne gültigen Versuch
- aufg – aufgegeben
- dq – disqualifiziert
- na – nicht angetreten